# Габсбургские Нидерланды
Га́бсбургские Нидерла́нды (фр. Pays-Bas des Habsbourg, нидерл. Habsburgse Nederlanden) — историческая область Европы, соответствующая владениям дома Габсбургов в XV—XVIII веках. В 1482—1556/1581 годах эта геополитическая единица соответствовала Нижним землям. В эпоху Нидерландской буржуазной революции, начиная с 1556 года вплоть до отделения Республики Соединённых провинций в 1581 году, её права на Северные Нидерланды становятся спорными. В 1581—1794 годах в Южных Нидерландах (нидерл. Zuidelijke Nederlanden) Габсбургские Нидерланды входят в состав Испанских (исп. Países Bajos Españoles, нидерл. Spaanse Nederlanden), а затем Австрийских Нидерландов (исп. Países Bajos Austríacos, нидерл. Oostenrijkse Nederlanden, нем. Österreichische Niederlande).

## Предыстория земель
В истории Европы Габсбургские Нидерланды выступают как правопреемник герцогства Бургундского — государства, история которого уходит в раннее средневековье. Ядром, вокруг которого на протяжении шести веков формировались его земли, было Бургундское герцогство «в узком смысле» (Герцогство Бургундское в левой верхней части карты), которое в 884 году основал Рихард Заступник (лат. Richardus Justitiarius) — Рихард I, граф Отёнский (ок. 867 — 921).

Бургундия в XI—XII веках

При своём основании герцогство Бургундское простиралось от Шалона-на-Соне до Шатийона на Сене. По смерти Рихарда оно перешло его сыну, Рудольфу II, который в 923 году взошёл на французский престол как король Франции Рауль I (890—936). Наследников он не оставил, и герцогство перешло к  боковой ветви Капетингов.
В 1034 году герцогство Бургундия была передана Роберту, который стал родоначальником Старшего Бургундского дома Капетингов.
Последним представителем этой династии был Филипп I Руврский (1346—1361). 21 марта 1356 года он женился на единственной дочери и наследнице Людовика III, графа Фландрского Маргарите (1350—1405) — она же герцогиня Брабанта и Лимбурга, графиня Фландрии, Артуа, Невера, Ретеля, маркграфиня Антверпена и сеньора Мехелена, чьё приданое и династические браки обеспечили Бургундии прочную основу процветания.
К моменту смерти её супруга, с которым угас Старший Бургундский дом Капетингов, детей у них не было. По праву сюзерена и по родству с последним герцогом Бургундским Иоанн II Добрый, король французский, присоединил герцогство к французской короне.

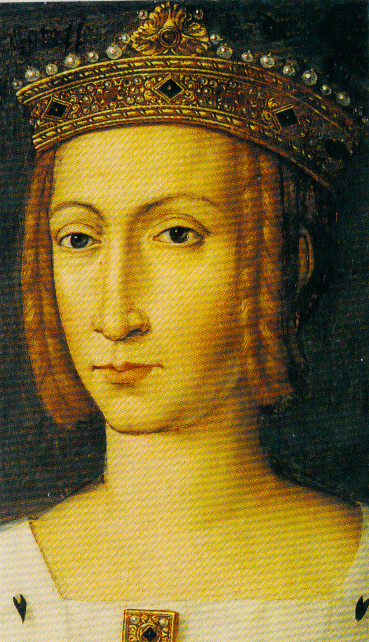
Маргарита III Фландрская

Два года спустя, в 1363 году, Иоанн отдал Бургундию в лен своему младшему сыну — Филиппу II Смелому из династии Валуа (1342—1404). В 1369 году он женился на овдовевшей супруге своего предшественника — той же Маргарите, графине Фландрии. Благодаря этому герцогство приобрело процветающие области — Фландрию и Франш-Конте. Рост торговли, ремёсел, искусств, и в целом благосостояния граждан и богатства страны во времена Филиппа Смелого считаются началом блестящей поры в истории Бургундского герцогства.
В 1380 году Филипп Смелый вместе с Людовиком I Анжуйским, Людовиком II Бурбоном и герцогом Беррийским Жаном вошёл в регентский совет, созданный при короле Карле VI, заступившем на французский трон в 12-летнем возрасте. На протяжении 8 лет регентства между Филиппом, который занял в совете доминирующую роль, и братом короля, Людовиком, герцогом Орлеанским, возникла непримиримая вражда.
Борьбу с герцогом Орлеанским продолжил сын и наследник Филиппа — Жан Бесстрашный (1371—1419). В 1407 году нанятый им убийца настиг свою жертву в Париже. Несмотря на примирение, достигнутое в 1409 году, в 1416 году Жан в союзе с Генрихом V Английским начал войну с Францией. Взяв в 1419 году Париж, Жан начал сепаратные переговоры с дофином (впоследствии — Карл VII), в ходе которых был убит одним из членов свиты будущего короля.
Сын и преемник Жана, Филипп III Добрый поклялся отомстить за убийство отца, и в 1420 году заключил с Генрихом V новый союз, продолжавшийся до 1435 года.
Время Столетней войны Филипп использовал для собирания земель. Основные приобретения в его правление Бургундия получила в Нидерландах — Намюр (1429 год), Фрисландию и Зеландию (1432 год), Геннегау (1433 год). В 1430 году по смерти своего кузена Филипп принял в состав Бургундии его герцогство Брабантское с Лимбургом и маркграфство Антверпенское. В 1443 году у своей тётки, Елизаветы фон Гёрлиц, он купил герцогство Люксембург. Ценой этих приобретений стала необходимость вести беспрерывную борьбу с непокорными фландрскими городами (именно Филипп даровал Голландии Генеральные штаты).
Усмирением восстания в Люттихе и Генте ознаменовалось и начало правления сына «Великого герцога Запада», Карла Смелого (1467—1477), но тем не менее он продолжил собирательство земель.
С покупкой Гельдерна и Цюпфена Карл Смелый выдвинулся в ряд могущественнейших государей своего времени.
Показателен пример Людовика XI, заявившего было претензии на Бургундию. Пользуясь тем, что король легкомысленно явился к герцогу в Перонн без достаточной охраны, Карл Смелый задержал его и принудил отказаться от заявленных притязаний.

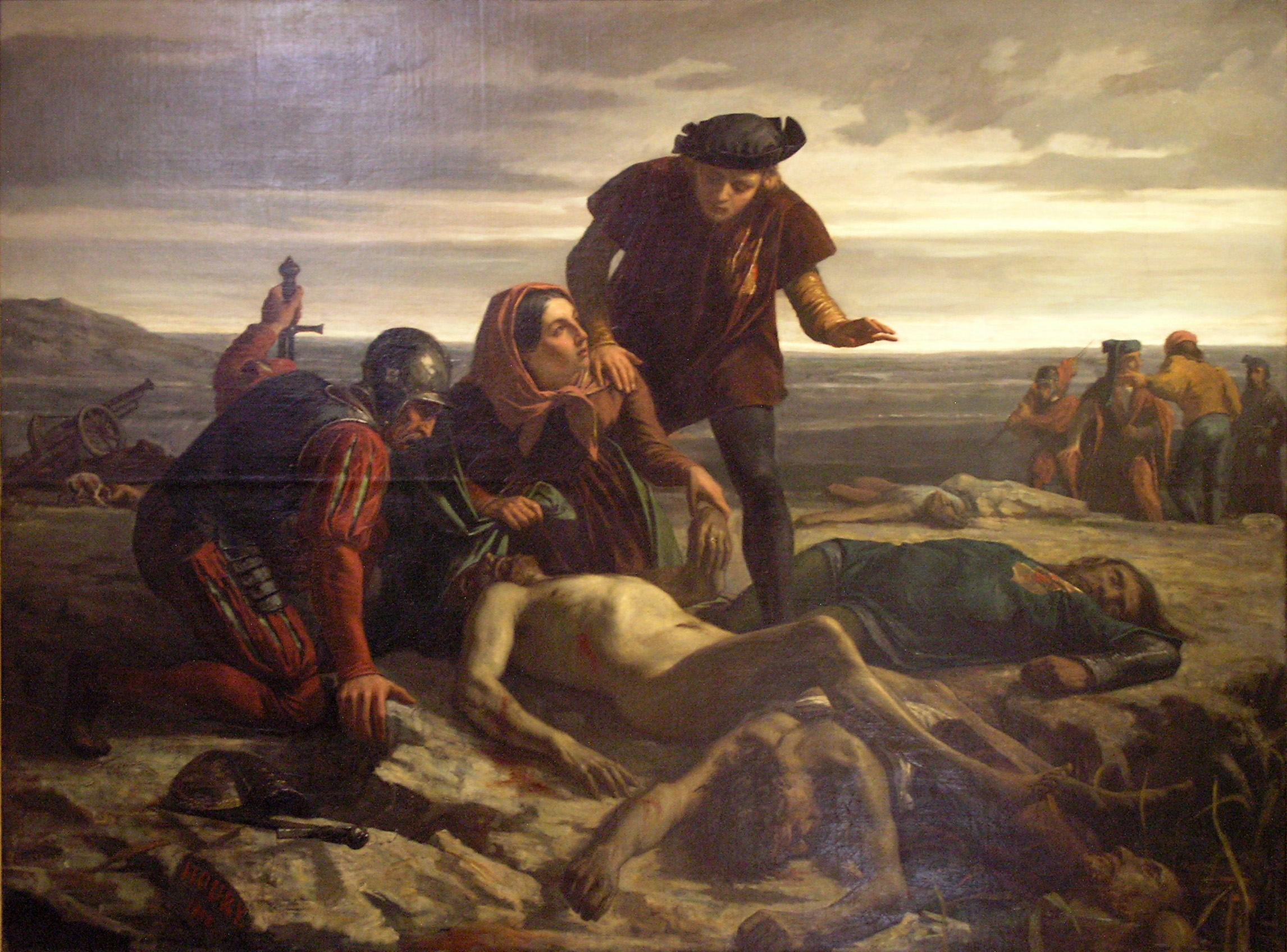
Обнаружение тела Карла после битвы при Нанси

Сыновей у Карла не было, и чтобы возвести Бургундию в самостоятельное королевство, он решил выдать свою единственную дочь Марию замуж за сына императора. Однако такое развитие событий не устраивало Францию, Австрию и Швейцарию, которые немедленно составили против честолюбивого герцога тройственную коалицию. Её успех в начавшейся войне во многом был обеспечен лёгкой швейцарской пехотой, которая имела на вооружении новейшее огнестрельное оружие, в то время как бургундское войско по большей части было по-старинке вооружено тяжёлыми рыцарскими доспехами. Все три сражения — при Грансоне (1476 год), при Муртене и при Нанси (1477 год) бургундцы проиграли. В последнем бою пал и сам Карл Смелый.
Под предлогом просьбы вдовы Карла о покровительстве Людовик немедленно вошёл в Бургундию и Франш-Конте, а затем в Пикардию и Артуа. Дочери и наследнице Карла Смелого, 20-летней Марии ничего не оставалось, кроме как принести Бургундию в приданое Максимилиану, эрцгерцогу австрийскому. Это несколько расстроило планы Людовика, который, впрочем, весной 1479 года занял столицу Франш-Конте.
Так началась история Габсбургских Нидерландов, продлившаяся немногим более 300 лет. Гибель Карла Смелого, повлёкшая за собой распад Бургундии, стала поворотным пунктом в европейской истории той эпохи. Ни одна из сторон, участвовавших в дележе, не была удовлетворена, и борьба за «бургундское наследство» лежала у истоков многих войн в Западной Европе на протяжении двух последующих столетий.

## Завершение
4 ноября 1549 года, во исполнение планов по изменению административно-территориального устройства Священной Римской империи её император Карл V издал эдикт, известный под названием Прагматической санкции.
Ещё в 1548 году Карл вынужден был признать «Бургундский округ» в качестве отдельного субъекта, фактически — независимого государства, свободного от императорского двора и выведенного из централизованного правового поля. Прагматизм этого признания состоял в том, что в новом статусе эти земли должны были продолжать способствовать получению дохода империей. Сам же документ — Прагматическая санкция — консолидировала эту сделку, объединив субъект правонаследования в лице Семнадцати провинций как единого и неделимого целого.